# 湯普金斯堡
湯普金斯堡(Camp Tompkins)位於聖阿本斯(Saint Albans)，西維吉尼亞的煤河(Coal River)河口附近，是美國內戰期間的一座堡壘。
內戰開始後不久，聯邦政府於該堡壘成立第65步兵兵團，一直對抗入侵的巴頓中將及其卡諾瓦第1步兵兵團。1861年6月17日，巴頓中將於Scary Creek之役中大勝聯邦軍隊，榮獲升官，統率維吉尼亞第22兵團，他們其後一直駐守湯普金斯堡。